# Municipio de Pleasant Valley (Pensilvania)
El municipio de Pleasant Valley (en inglés: Pleasant Valley Township) es un municipio ubicado en el condado de Potter en el estado estadounidense de Pensilvania. En el año 2000 tenía una población de 80 habitantes y una densidad poblacional de 1 personas por km².

## Geografía
El municipio de Pleasant Valley se encuentra ubicado en las coordenadas 41°51′00″N 78°09′59″O / 41.85000, -78.16639.

## Demografía
Según la Oficina del Censo en 2000 los ingresos medios por hogar en la localidad eran de $50,208 y los ingresos medios por familia eran $46,250. Los hombres tenían unos ingresos medios de $38,750 frente a los $26,250 para las mujeres. La renta per cápita para la localidad era de $18,894. Alrededor del 17,5% de la población estaban por debajo del umbral de pobreza.